# Odontogryllodes
Odontogryllodes — рід цвіркунів родини Gryllidae. Містить 9 видів.

## Поширення
Представники роду поширені в Малайзії (Малайський півострів та Сабах), Сінгапурі та в Індонезії (Суматра, Ява та суміжні дрібні острови).

## Види
- Odontogryllodes angulatus Gorochov, 2016 — о. Тіоман (Малайзія);
- Odontogryllodes brevicauda Chopard, 1969 — Суматра;
- Odontogryllodes gratus Tan & Kamaruddin, 2016 — Малайзія;
- Odontogryllodes latus Chopard, 1969 — Сінгапур;
- Odontogryllodes magnus Tan, Japir & Chung, 2024 — Сабах;
- Odontogryllodes rotundatus Gorochov, 2016 — Суматра;
- Odontogryllodes spinifer Tan, Japir, Chung & Robillard, 2022 — Сабах;
- Odontogryllodes stenus Gorochov, 2000 — о. Ява;
- Odontogryllodes undatus Tan, Muhammad & Abdullah, 2024 — південь Малайзії.